# The Smashing Pumpkins
The Smashing Pumpkins este o formație americană de rock alternativ, formată în Chicago, Illinois, în 1988. A fost formată de Billy Corgan (solist principal, chitarist) și James Iha (chitarist), iar ca membrii originali îi mai cuprindea și pe D'arcy Wretzky (chitară bas) și Jimmy Chamberlin (tobe).

## Stil muzical
Muzica formației conține elemente de gothic rock, heavy metal, dream pop, psychedelic rock, progressive rock, shoegazing și electronica. Corgan este compozitorul principal al formației.

## Discografie
- Gish (1991)
- Siamese Dream (1993)
- Mellon Collie and the Infinite Sadness (1995)
- Adore (1998)
- Machina/The Machines of God (2000)
- Machina II/The Friends & Enemies of Modern Music (2000)
- Zeitgeist (2007)
- Teargarden by Kaleidyscope (2009–2014)
- Oceania (2012)
- Monuments to an Elegy (2014)
- Shiny and Oh So Bright, Vol. 1 / LP: No Past. No Future. No Sun. (2018)
- Cyr (2020)
- Atum: A Rock Opera in Three Acts (2023)
- Aghori Mhori Mei (2024)